# Hemileuca nigrovenosa
Hemileuca nigrovenosa är en fjärilsart som beskrevs av Watson 1910. Hemileuca nigrovenosa ingår i släktet Hemileuca och familjen påfågelsspinnare. Inga underarter finns listade i Catalogue of Life.